# Awake (álbum de Godsmack)
Awake es el segundo álbum de estudio de la banda estadounidense de heavy metal Godsmack, lanzado al mercado el 31 de octubre de 2000. Aparece en él la canción "Goin' Down", que aparece también en la primera grabación de la banda All Wound Up. Este es el único álbum de la banda con el batería Tommy Stewart.
Desde mediados del año 2000, se han usado las canciones "Sick of Life" y "Awake" por unos comerciales de la armada de los Estados Unidos llamados "Accelerate Your Life".

## Lista de canciones
| N.º | Título         | Escritor(es)        | Duración |  |
| 1.  | «Sick of Life» | Sully               | 3:53     |  |
| 2.  | «Awake»        | Sully               | 5:04     |  |
| 3.  | «Greed»        | Sully               | 3:29     |  |
| 4.  | «Bad Magick»   | Sully               | 4:17     |  |
| 5.  | «Goin' Down»   | Sully, Tony, Robbie | 3:24     |  |
| 6.  | «Mistakes»     | Sully, Tony         | 5:58     |  |
| 7.  | «Trippin'»     | Sully, Tony         | 4:55     |  |
| 8.  | «Forgive Me»   | Sully               | 4:19     |  |
| 9.  | «Vampires»     | Sully, Robbie       | 3:45     |  |
| 10. | «The Journey»  | Sully, Tony         | 0:49     |  |
| 11. | «Spiral»       | Sully, Tony         | 5:34     |  |

### Pistas adicionales Japón
| N.º | Título       | Duración |  |
| 1.  | «Why»        | 3:15     |  |
| 2.  | «Sweet Leaf» | 4:55     |  |

## Personal
| - Sully Erna - guitarra rítmica, voz principal, productor - Tony Rombola - guitarra líder, coros - Robbie Merrill - bajo, coros - Tommy Stewart - batería - I. Barrett - fotografía - Jay Baumgardner - mezclas - Katrina Chester - voz en "The Journey" y "Spiral" | - Cousin Mike - director - Nate Dube - ingeniero - Ted Jensen - masterización - Clay Patrick McBridge - fotografía - Mudrock - producción, ingeniería, mezclas - Andrew Murdock - ingeniero, mezclas - Cameron Webb - ingeniero |

## Posición en listas
Álbum - Billboard (Estados Unidos)
| Año  | Lista               | Posición |
| ---- | ------------------- | -------- |
| 2000 | The Billboard 200   | 5        |
| 2000 | Top Canadian Albums | 9        |

Sencillos - Billboard (Estados Unidos)
| Año  | Sencillo     | Lista                  | Posición |
| ---- | ------------ | ---------------------- | -------- |
| 2000 | "Awake"      | Mainstream Rock Tracks | 1        |
| 2000 | "Awake"      | Modern Rock Tracks     | 6        |
| 2001 | "Bad Magick" | Mainstream Rock Tracks | 12       |
| 2001 | "Bad Magick" | Modern Rock Tracks     | 28       |
| 2001 | "Greed"      | Mainstream Rock Tracks | 3        |
| 2001 | "Greed"      | Modern Rock Tracks     | 28       |

### Certificaciones
| País           | Ventas      | Fecha de certificación | Certificación |
| -------------- | ----------- | ---------------------- | ------------- |
| Estados Unidos | 2 500 000 + | 12 de mayo de 2003     | 2× Platino    |

Awake fue certificados 2× platino por la Recording Industry Association of America, lo que significa ventas superiores a los 2.500.000 unidades en Estados Unidos siendo así el segundo álbum de la banda en ser multiplatino.